# فهرست ریشه نام عنصرهای شیمیایی

عناصر شیمیایی جدول تناوبی در طول تاریخ نام‌های گوناگونی دریافت کرده‌اند.

این مقاله فهرستی از ریشه‌شناسی نام عنصرهای شیمیایی جدول تناوبی است.

## پیشینه
در طول تاریخ شیمی، چندین عنصر شیمیایی کشف شده‌است. در قرن نوزدهم،  مندلیف جدول تناوبی را فرموله کرد، جدولی که ساختار عنصرها را توصیف می‌کند. از آنجا که عنصرها در زمان‌ها و مکان‌های گوناگون، از دوران باستان تا به امروز کشف شده‌اند، نام آن‌ها از چندین زبان و فرهنگ گرفته شده‌است،به ویژه زبان های یونانی باستان و لاتین باستان و تمدن یونان و روم باستان.

## جدول
| R8 | X1 |

| R8 | X1 |

| O34 · D46 | G17 | F21 · D4 |

| O34 · D46 | G17 | F21 · D4 |